# Baadenberger Senke, Stöckheimer See und Große Laache
Koordinaten: 50° 59′ 18″ N, 6° 51′ 7″ O

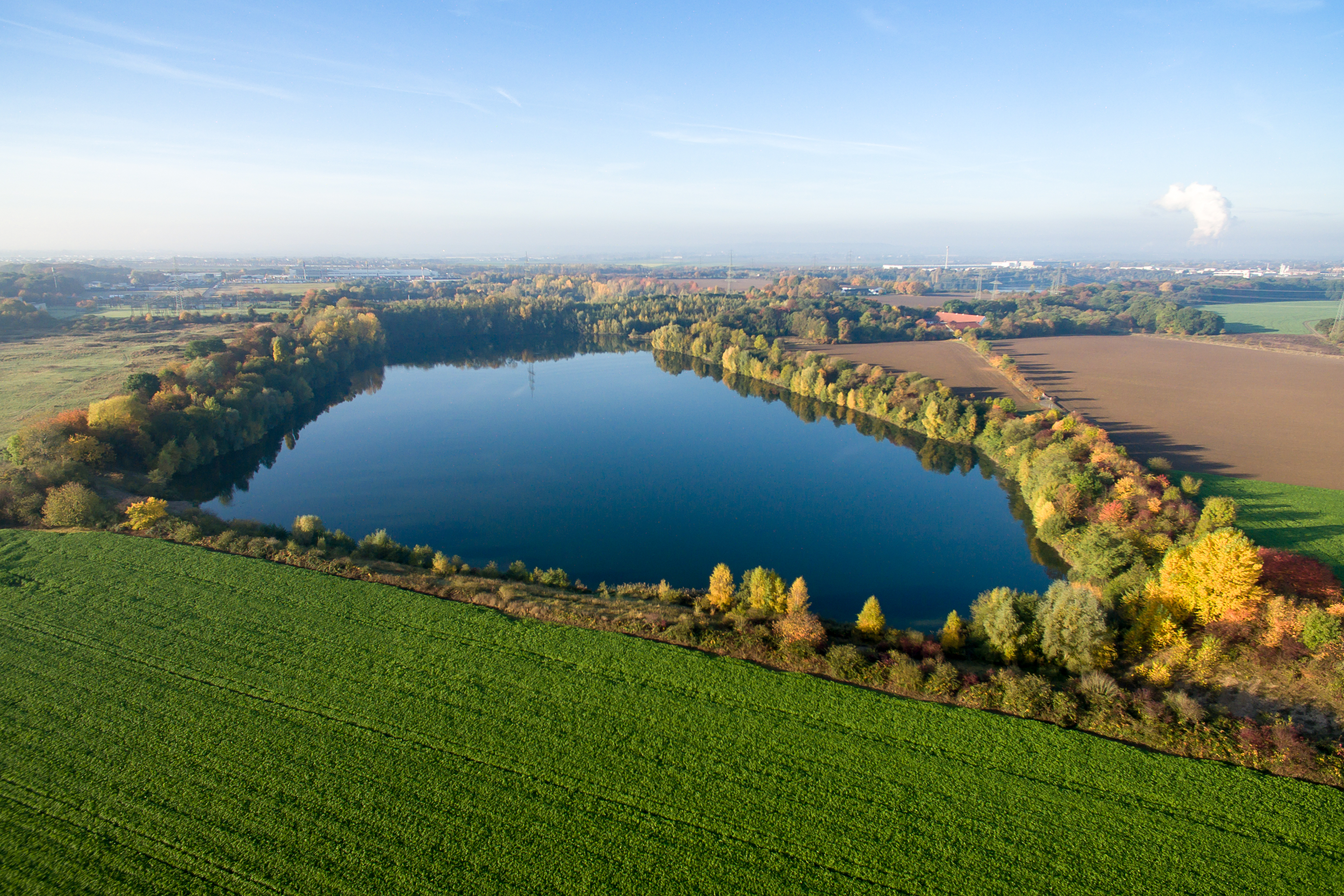
Der Stöckheimer See im Naturschutzgebiet Baadenberger Senke, Stöckheimer See und Große Laache (2016)

Das Naturschutzgebiet Baadenberger Senke, Stöckheimer See und Große Laache befindet sich auf dem Gebiet der kreisfreien Stadt Köln in Nordrhein-Westfalen. Es liegt östlich von Pulheim zwischen den Kölner Stadtteilen Auweiler und Mengenich zwischen der östlich verlaufenden A 1 und der südlich verlaufenden B 59.

## Bedeutung
Das 73,5693 ha große Gebiet ist unter der Kennung K-022 als Naturschutzgebiet ausgewiesen.